# Marguerite Bottard
Marguerite Bottard (Charny, 29 janvier 1822 – Paris, 14 novembre 1906) est une infirmière française, qui a travaillé à l'hôpital de la Salpêtrière à Paris de 1841 à 1901.

## Biographie

### Enfance

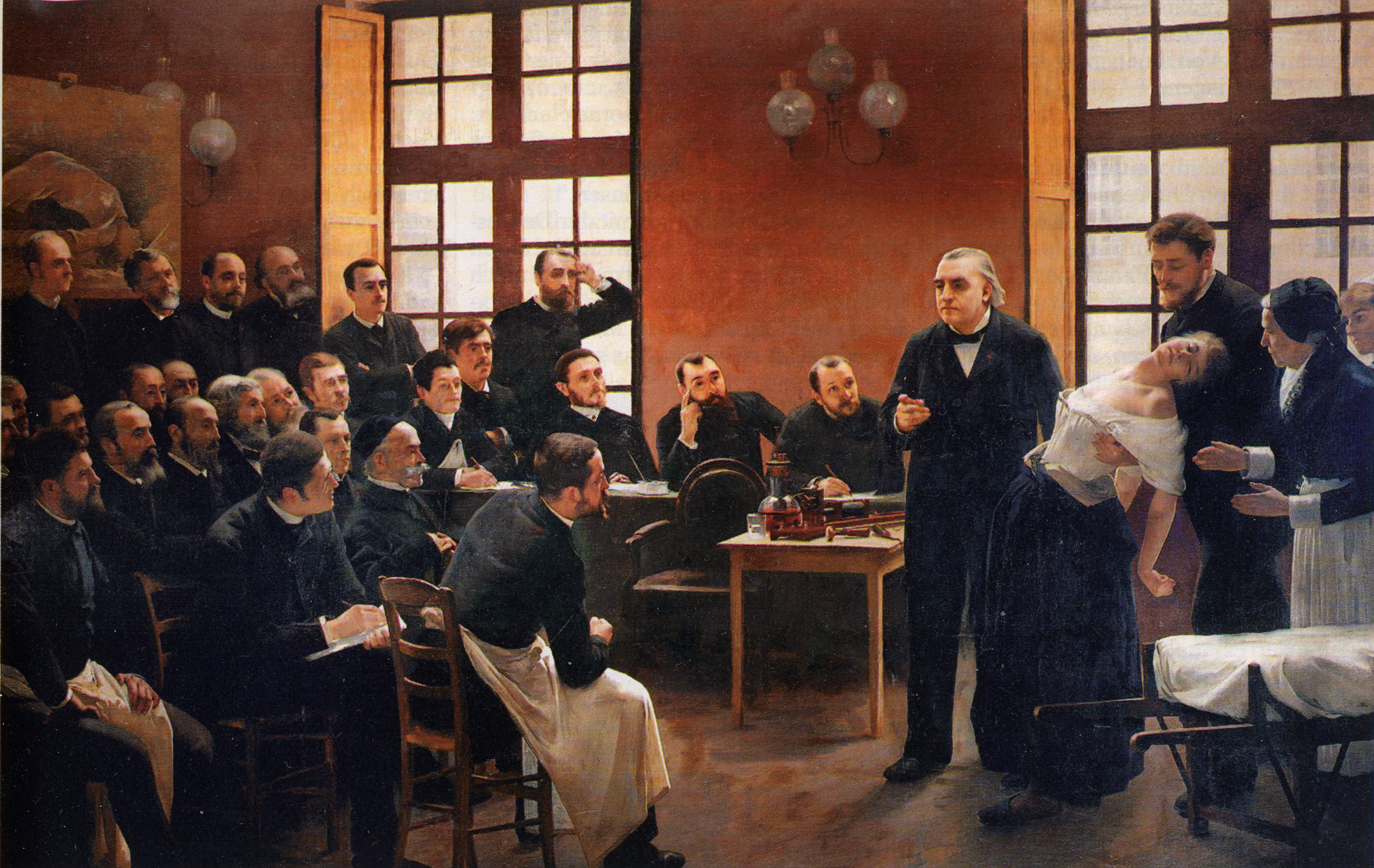
Une leçon clinique à la Salpêtrière, tableau d'André Brouillet, 1887. Marguerite Bottard figure à droite.

Marguerite Bottard naît à Charny, en Côte-d'Or, le 29 janvier 1822,,. Ses parents sont Anne Bouchard et son époux Philippe Bottard, dont le métier est laboureur. Elle est issue d'une famille nombreuse.

### Vie professionnelle
Devenue infirmière à la Salpêtrière le 12 janvier 1841 — d'abord en tant que « fille de service », —, elle travaille dans cet hôpital jusqu'en 1901, soit durant soixante ans. Elle évolue au fil de sa carrière : elle devient ainsi suppléante dès 1841, puis sous-surveillante en 1852, puis surveillante en chef du service des professeurs Trélat (père) et Jean-Pierre Falret, le 1er octobre 1861 et, à partir de 1866, elle dirige l'infirmerie du service des épileptiques et des hystériques — service alors sous l'autorité du professeur Jean-Martin Charcot.
Son travail et son engagement sont reconnus,.
Elle prend sa retraite en 1901 tout en prévoyant de loger dans le pavillon des « Reposantes » de l'hôpital dans lequel elle a travaillé,.

### Vie privée
Selon Jules Claretie dans un article du Journal du 31 octobre 1900, Marguerite Bottard a été fiancée à un jeune homme qui est ensuite mort du choléra, drame à la suite duquel elle a décidé de ne jamais se marier. Par ailleurs, selon le même auteur, elle a pris en charge le fils de l'une de ses sœurs et l'a élevé comme son enfant.

### Mort
Elle meurt le 14 novembre 1906, à la Salpêtrière, à Paris.

## Prix et distinctions
- 1888 : palmes académiques[7],[4]
- 1891 : médaille d'or de l'Assistance publique[7] pour cinquante ans de service[4],[5],[9]
- 1893 : médaille de bronze du ministère de l'Intérieur[4] (annoncée dès 1891[9])
- 1898 : chevalière de la Légion d'honneur[7],[3],[5]

## Postérité
- Elle est une référence pour le personnage d'infirmière joué par Mélanie Laurent dans son film Le Bal des folles (2021)[10].
- Elle est interprétée par Josiane Balasko dans le film Captives (2023).